# Nabilon
Nabilon je vrsta psihotropne tvari. Uvršten je u Hrvatskoj na temelju Zakona o suzbijanju zlouporabe droga na Popis droga, psihotropnih tvari i biljaka iz kojih se može dobiti droga te tvari koje se mogu uporabiti za izradu droga, pod Popis droga i biljaka iz kojih se može dobiti droga, pod 2. Popis psihotropnih tvari i biljaka, Odjeljak 2 - Psihotropne tvari sukladno Popisu 2. Konvencije UN-a o psihotropnim tvarima iz 1971. godine. Kemijsko ime je (6aR*,10aR*)-3-(1,1-dimetilheptil)-6,6a,7,8,10,10a-heksahidro-1-hidroksi-6,6-dimetil-9H-dibenzo[b,d]piran-9-on.